# イケヒコ・コーポレーション
株式会社イケヒコ・コーポレーション（英: IKEHIKO CORPORATION Co., Ltd.）は、福岡県三潴郡大木町に本社を置く、い草製品メーカーである。

## 概要
1886年 (明治19年)、池上彦太郎が大莞村奥牟田にて畳販売を創業。1933年(昭和8年)、畳表卸売業を開始。1960年代は家族を含む従業員7、8人の家業に過ぎなかったが、企業への体質変換を進め、競争の激しい卸売では独自性を発揮できないとして製造業に参入。1967年(昭和42年)、い草風のポリプロピレン製カーペットを発売し、行楽用や海水浴用として爆発的な売上を見せた。以降、退色しにくい加工を施した畳や、防ダニ防カビ効果のあるヒバ加工の製品を開発。また、夏の季節商材であるい草製品から取り扱いを拡大し、こたつ布団を含むオールシーズン対応の商品展開を図った。1990年代初め、売上は5年間で1.5倍に成長し、い草関連商品で3割のシェアを示した。1995年9月期売上は100億5000万円。
地域振興を目指し、い草製品開発に力を入れるとともに、1995年(平成7年)には買い物の不便解消のため地元にスーパーマーケット「アスタラビスタ」を出店。本社のある大木町や、周辺の筑後地方に店舗を展開。
2000年代以降は海外に販路を求め、2007年からはインテリアの国際見本市へ出展するほか、カナダなどに販売窓口を開設。国内でもい草と畳文化のPRを進め、子育て支援プロジェクトサポーター、子供向けワークショップイベントへの出展、「畳アンバサダー」講習会の実施、無印良品との共同イベントの開催などを行っている。
2020年(令和2年)、JETROの海外需要開拓プログラム「TAKUMI NEXT 2020」で選定された「匠」企業121社のうちの1社となった。

### 生産体制
1985年(昭和60年)のプラザ合意を機に中国に進出、江蘇省でい草の生産を開始した。現地工場に自動織機と縦糸を提供する代わりに、製品を1割ほど安く買い受ける補償貿易の形で取引を始め、1987年から畳表、翌1988年からござ類の輸入を開始した。2005年の輸入い草製品取扱量はトクラ(岡山県倉敷市)に次ぐ国内2位。織機を用いた加工は地元い草農家や中国工場に外注し、自社では商品の企画・開発と半製品への縁付けやコーティングなど仕上げを行う。
2005年における同社のい草製品取扱量は、輸入品が77%、国産品が23%で、普及品には大量生産可能な中国産を用い、上級品には国産を用いるという棲み分けがされている。国産は高密度、高耐久性と評価し、機能性を求める製品や海外向けの製品には熊本産と福岡産のい草を使用するも、い草製品の開発輸入の伸展と住宅の洋風化で国内生産量は減少。「国産イグサの入手が厳しい」状況となっていることから、い草・畳文化継承のため同社は2012年(平成24年)から自社栽培を開始した。

## 沿革
- 1886年(明治19年)、池上彦太郎が大莞村奥牟田にて畳販売を創業[11]
- 1932年(昭和7年)、ござ類の海外輸出を開始[7]
- 1933年(昭和8年)、畳表卸売業を開始、日本全国に出荷
- 1957年(昭和32年)、「有限会社池上彦太郎商店」を設立
- 1966年(昭和41年)、PPカーペットの製造を開始
- 1970年(昭和45年)、い草とPPの交織製品を開発
- 1978年(昭和53年)、本社を現所在地に移転
- 1979年(昭和54年)、こたつ布団の製造を開始
- 1980年(昭和55年)、株式会社に改組
- 1985年(昭和60年)、江蘇省でい草の栽培を開始
- 1987年(昭和62年)、中国から畳表の輸入を開始
- 1990年(平成2年)、「株式会社イケヒコ・コーポレーション」に社名変更
- 1993年(平成5年)、浙江省でい草の栽培を開始
- 1995年(平成7年)、アスタラビスタ大木店を開店
- 1996年(平成8年)、ヒバ加工製品を開発、江蘇省に合弁工場を設立
- 2012年(平成24年)、い草の自社栽培を開始

## 主な製品
- い草製品
  - い草ラグ・カーペット
  - い草寝具
  - い草小物
- 置き畳・ユニット畳
- ラグ・カーペット
- こたつ布団
- 寝具
- クッション

### 畳ヨガ
2017年(平成29年)6月に開催した「畳ヨガ」教室で好評だった、い草のヨガマットを商品化し同年10月14日に発売。紋織りで富士山などの模様を描いたヨガマットは、2020年時点で米国、スイス、中国など10以上の国と地域で計1万枚を売り上げた。国内でも、在宅時間の増加を受けて月に100枚ほどだった注文が2020年4月は約500枚、5月は約1000枚に伸びた。